# Tomb Raider (videohra, 2013)
Tomb Raider je počítačová hra z roku 2013, jež je koncipována jako restart stejnojmenné série. Příběhově jde o prequel: Lara Croft není ještě slavná archeoložka, ale jednadvacetiletá absolventka vysoké školy, která ztroskotá na ostrově a musí přežít. Herní doba přesahuje deset hodin. Příběh je mírně nelineární a hráč se musí vypořádat s přežitím v divočině. Hra obsahuje i RPG prvky. V České republice hra vychází s profesionální českou lokalizací (titulky).
Po vydání Tomb Raider: Underworld v roce 2008 začal Crystal Dynamics pracovat na Tomb Raider. Spíše než pokračování se rozhodli udělat restart celé série, který položí počátky Lary Croft podruhé (po Tomb Raider: Legend). Tomb Raider se odehrává na Yamatai, ostrově, ze kterého musí Lara Croft zachránit své přátele a utéct. Je to první hra v sérii obsahující multiplayer a také první hra, která je vydána společností Square Enix. Laru Croft ztvárnila Camilla Luddington (motion capture a dabing) a Megan Farquhar (tvář) (kromě PS4 a XOne).
Hra si získala příznivý ohlas hned po vydání, chvály se dočkala grafika, hratelnost a výkon Camilly. Nejvíce kritizován byl multiplayer. Hry se prodalo milión kopií do 48 hodin od vydání a celkově bylo prodáno více než 4 milióny kopií. Aktualizovaná verze (obsahující všechny funkce a DLC) Tomb Raider: The Definitive Edition byla vydána pro PlayStation 4 a Xbox One v lednu 2014.

## Děj
Hra začíná na lodi Endurance v oblasti zvané Dračí trojúhelník, kde hráč vše vnímá pohledem Lary Croft.. V bouři se loď přepůlí a hrozí ztroskotání. Lara Croft se dostane na palubu, avšak nedrží se skupiny jejích přátel a padá do moře. Když se dostane na pláž ostrova, neznámý člověk ji omráčí. Lara se následně probouzí až v podzemní svatyni, kde místní obyvatelé uctívají bohyni mrtvými lidmi. Když se hráči podaří vyprostit se z vězení, dalším úkolem je nalezení přátel. Později se Lara sice setká s přítelkyní Sam, ta je ale odvlečena ostrovanem Mathiasem na neznámé místo. Když se Laře podaří vypátrat zbytek skupiny, rozeběhne se po Sam pátrání, při kterém se skupina přátel rozdělí. Laru společně s doktorem Whitmanem unesou neznámí Rusové a Laře se znovu musí podařit utéct. Postupně rozplétá složitý život na ostrově a přichází na to, kdo je ona bájná bohyně Himiko a proč se z ostrova nelze dostat pryč. Po zničení Himiko a zachránění Sam ale končí příběh otevřeně a to rozhodnutím Lary nevracet se domů. Zde má začít i další díl série Tomb Raider pod názvem Rise of the Tomb Raider.